# The Church Within
The Church Within è il terzo album in studio dei The Obsessed, pubblicato nel 1994 dalla Columbia Records e dalla Hellhound Records.

## Tracce
Tutte le tracce sono state scritte da Scott "Wino" Weinrich.
1. To Protect and to Serve - 3:05
2. Field of Hours - 5:38
3. Streamlined - 2:09
4. Blind Lightning - 3:39
5. Neatz Brigade - 6:49
6. A World Apart - 1:32
7. Skybone - 3:50
8. Streetside - 3:25
9. Climate of Despair - 3:04
10. Mourning - 4:05
11. Touch of Everything - 4:37
12. Decimation - 4:08
13. Living Rain - 2:24

## Crediti
- Scott "Wino" Weinrich - voce e chitarra
- Guy Pinhas - basso
- Greg Rogers - batteria